# 三疊溪
三疊溪，古名山疊溪，是位在臺灣雲林縣、嘉義縣交界地帶的一條河流，為北港溪兩大支流之一。三疊溪發源於觸口山脈（標高約1,176公尺），本流全長37.05公里，集水面74.31平方公里。

## 水系主要河川
以下由下游至源頭列出水系主要河川，其中粗體字為主流河道：
- 三疊溪：嘉義縣溪口鄉、雲林縣大埤鄉、嘉義縣大林鎮、民雄鄉、梅山鄉
  - 延潭大排：雲林縣大埤鄉
  - 華興溪（舊名石龜溪、到孔山溪）：嘉義縣溪口鄉、大林鎮、雲林縣大埤鄉、斗南鎮、古坑鄉、嘉義縣梅山鄉
    - 早知溪：嘉義縣大林鎮
    - 番尾坑溪：雲林縣古坑鄉

  - 中林溪：嘉義縣大林鎮、梅山鄉
    - 大埔美溪：嘉義縣大林鎮、梅山鄉

  - 麻園溪：嘉義縣大林鎮、梅山鄉
    - 葉子寮溪：嘉義縣大林鎮、梅山鄉

  - 南靖溪：嘉義縣梅山鄉
  - 九芎坑溪：嘉義縣梅山鄉